# The King Tide
The King Tide (bra: A Menina do Mar) é um filme de suspense e drama canadense de 2023, dirigido por Christian Sparkes. A trama se passa em uma pequena vila de pescadores em uma ilha, onde uma criança com poderes especiais e místicos aparece. Sua presença abala a ordem social do local, levando a comunidade à beira de uma guerra civil, enquanto os moradores discordam sobre se a criança foi enviada com um propósito espiritual maior. Em 26 de abril de 2024, o filme foi lançado em cinemas selecionados no Canadá e Estados Unidos.

## Premissa
Em uma comunidade isolada no litoral, uma criança misteriosa surge nas águas, e a pequena vila é rapidamente tomada por um fervor quase religioso. Os moradores acreditam que essa garota recém-chegada possui poderes especiais de cura que podem trazer prosperidade ao local. À medida que a adoração cresce, também aumenta a tensão entre os que veem a menina como uma salvadora e os que questionam as consequências dessa veneração.

## Elenco
- Clayne Crawford como Bobby
- Lara Jean Chorostecki como Grace, esposa de Bobby
- Frances Fisher como Faye, mãe de Grace
- Alix West Lefler como Isla, filha adotiva de Bobby e Grace
- Aden Young como Beau
- Cameron Nicoll como Junior, filho de Beau
- Ryan McDonald como Dillon, um pescador da ilha

O elenco também inclui Ryan McDonald, Emily Piggford e Michael Greyeyes.

## Produção

### Filmagens
Foi gravado em Terra Nova e Labrador, no outono de 2022.

### Temas e recursos literários
O filme utiliza diversos recursos literários e temas, como o realismo mágico, o paraíso perdido e o Neo-Ludismo, que representa a rejeição à tecnologia e à globalização.

## Lançamento
O filme estreou no programa Platform Prize do Festival Internacional de Cinema de Toronto de 2023, em 11 de setembro. Também foi convidado para a 28ª edição do Festival Internacional de Cinema de Busan, na seção 'World Cinema', sendo exibido em 7 de outubro de 2023. Foi lançado em 26 de abril de 2024 nos cinemas do Canadá e Estados Unidos.
The King Tide recebeu os prêmios de Melhor Longa-metragem e Melhor Edição no Atlantic International Film Festival de 2023, em Halifax, Nova Escócia.

## Recepção

### Resposta da crítica
Jared Mobarak, do The Film Stage, escreveu: "Com atuações poderosas e uma estética linda e rica em detalhes, The King Tide oferece uma experiência hipnotizante, tanto na superfície quanto em suas camadas mais profundas. A cinematografia mantém os horrores que se desenrolam mais na nossa imaginação, focando nas reações dos personagens em vez dos resultados. O verdadeiro terror aqui não está apenas no poder de Isla, mas no que um pensamento de um grupo de pessoas contaminadas, que perde até mesmo a noção de decência, está disposto a fazer para involuntariamente até mesmo dopá-la para explorarem a totalidade de suas habilidades. Quando é que o suficiente finalmente é suficiente? Quando a proteção se transforma em dano? Afinal, o amor que todos eles têm por Isla não é por ela, e sim por suas habilidades e pelo que elas proporcionam."
Sheri Linden, do The Hollywood Reporter, escreveu que "sejam os personagens francos ou ardilosos, todas as atuações estão em perfeita sintonia com o isolamento rústico do cenário, assim como a estética que mistura o rústico com o vintage no design de produção (por Adriana Bogaard) e nos figurinos (Charlotte Reid). Contra a beleza selvagem da natureza, os apelos por “solidariedade” se revelam avisos codificados contra dissidências, e as promessas de “um lugar seguro” são, como Beau declara de forma embriagada e sábia, uma grande balela. Mas, independentemente da punição que ele enfrente, Beau garante que duas crianças de olhos curiosos irão ter um vislumbre de um mundo maior."